# Trichobothrie

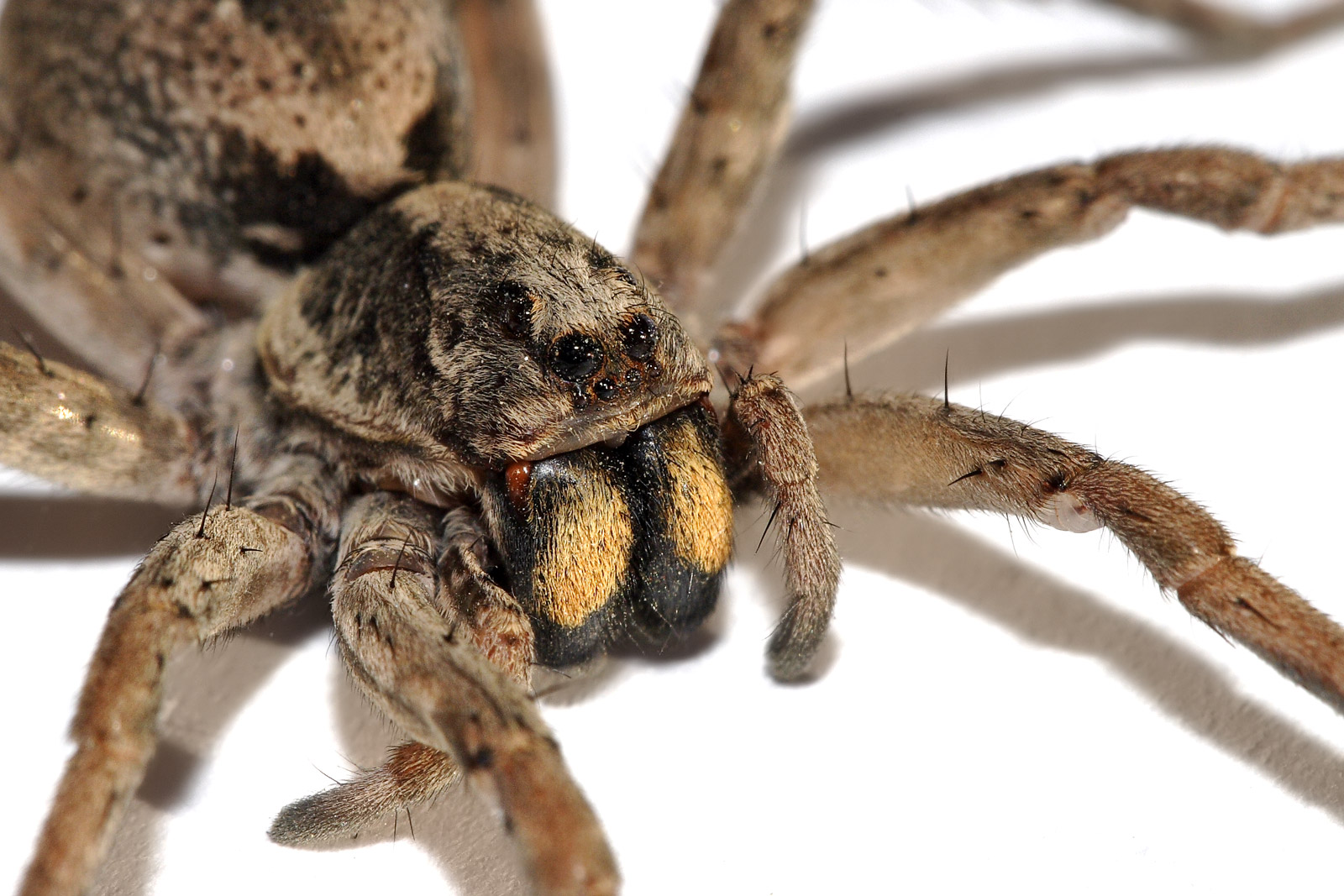
Quelques trichobothries sont visibles sur les pattes de cette araignée-loup.

Les trichobothries sont de longues soies fines et mobiles présentes chez la plupart des arachnides et divers ordres d'insectes. Elles constituent un système sensoriel servant à la détection des courants et des vibrations de l'air et auraient évolué plusieurs fois séparément.

## Morphologie
Contrairement aux soies ordinaires, qui sont coniques, les trichobothries ont la même section sur toute leur longueur. Elles sont implantées au fond d'une cavité cupulaire large et profonde reliée une membrane extrêmement flexible qui leur donne une mobilité extraordinaire. Leur nom vient d'ailleurs du grec ancien τριχός (trichos) signifiant « poil » et de βόθριον (bothrion) signifiant « fosse, petite cavité »). La moindre vibration de l'air peut les mettre en mouvement et exciter le petit groupe de cellules sensorielles qui assure leur innervation.

## Distribution
Les trichobothries sont présentes chez la plupart des arachnides, à l'exception des solifuges, des ricinules et des opilions. Bien que la distribution des trichobothries sur le corps des arachnides est souvent utilisé par les systématiciens (en particulier pour les scorpions et les pseudoscorpions), des motifs interordinaux se dégagent : on parle de type de trichobothriotaxie.